# Lee Hye-ri
Lee Hye-ri (em coreano: 이혜리; nascida em 9 de junho de 1994), mais conhecida como Hyeri (em coreano: 혜리), é uma cantora , dançarina e atriz sul-coreana. Ela é integrante do girl group sul-coreano Girl's Day, formado pela Dream Tea Entertainment em 2010. Ela também atuou em dramas na TV como Tasty Life (2012), Seonam Girls High School Investigators (2014), Hyde, Jekyll, Me (2015), Reply 1988 (2015) e Friendly Rivalry (2025).

## Biografia
Lee Hyeri nasceu no dia 9 de junho de 1994, em Gwangju, Coreia do Sul. Estudou nas escolas GongYeon Girls High School e Seoul School of Performing Arts. Atualmente está na Konkuk University.

## Carreira
Em setembro de 2010, Hyeri se tornou membro do grupo Girl's Day junto com Yura, quando Jiin e Jisun deixaram o grupo dois meses após a estréia.
Em 2012, Hyeri foi escalada para o elenco do drama Tasty Life da SBS. No Show, Hyeri fazia a irmã mais nova de uma família de quatro filhas.
Quatro dias depois de aparecer no programa Real Men, em agosto de 2014, um vídeo dela fazendo um aegyo para o instrutor se tornou viral na Coréia do Sul, o vídeo teve um milhão de visualizações em apenas três dias.
Hyeri estrelou como uma dos personagens principais em Seonam Girls Hight School Investigators, que foi ao ar no canal a cabo jTBC em dezembro de 2014, ela fez o papel de uma membro muito vaidosa do clube de detetives da escola. No começo de 2015 participou do drama Hyde, Jekyll, Me. Hyeri foi escalada para o drama Reply 1988, que estreou em 6 de novembro de 2015.

## Vida Pessoal
Em março de 2013, Hyeri começou uma relação com o membro do grupo H.O.T., Tony An, que foi confirmado pela agência de ambos. A relação chamou a atenção por causa da diferença de 16 anos de idade entre os dois. Depois de oito meses, o casal se separou, devido a suas agendas cheias.

## Filmografia

### Dramas
| Ano  | Título                                                  | Papel                         | Rede de TV  |
| 2011 | I Trusted Him                                           | Participação Especial         | MBC Every 1 |
| 2012 | Tasty Life                                              | Jang Mi-Hyun (Papel de Apoio) | SBS         |
| 2013 | The Clinic for Married Couples: Love and War - Season 2 | Participação Especial         | KBS2        |
| 2014 | Be Arrogant                                             | Participação Especial (ep 7)  | SBS Plus    |
| 2014 | Seonam Girls High School Investigators                  | Lee Ye-Hee (Protagonista)     | JTBC        |
| 2015 | Hyde, Jekyll, Me                                        | Min Woo-Jung                  | SBS         |
| 2015 | Reply 1988                                              | Sung Deok-Sun (Protagonista)  | tvN         |
| 2016 | The Entertainer                                         | Jung Geu-Rin (Protagonista)   | SBS         |

| Ano  | Título                           | Notas                   | Rede de TV |
| 2013 | Star King                        | Convidada (Ep. 343,344) | SBS        |
| 2014 | The Show                         | Apresentadora           | SBS MTV    |
| 2014 | Real Men                         | Elenco                  | MBC        |
| 2014 | Golden Fishery (Radio Star)      | Convidada (Ep. 404)     | MBC        |
| 2014 | Witch Hunt                       | Convidada (Ep. 68)      | JTBC       |
| 2014 | Eco Village                      | Convidada (Ep. 13)      | KBS        |
| 2014 | Star King                        | Convidada (Ep.357)      | SBS        |
| 2015 | Real Men Season 2                | Narradora               | MBC        |
| 2016 | Idol Star Athletics Championship | Apresentadora           | MBC        |

### Aparição em Video-Clipe
| Ano  | Título               | Artista         | Papel     |
| 2013 | "Shaking Heart"      | C-Clown         | Ela Mesma |
| 2013 | "Tarzan"             | Wonder Boyz     | Jane      |
| 2013 | "My Student Teacher" | NC.A            | Ela Mesma |
| 2015 | "I Am Korea"         | Vários Artistas | Ela Mesma |

## Prêmios e Indicações
| Ano  | Prêmio                   | Categoria                        | Trabalho | Resulto |
| 2014 | MBC Entertainment Awards | Best Female Newcomer             | Real Men | Venceu  |
| 2015 | Daum Awards              | Melhor Idol-Atriz em Crescimento | -        | Venceu  |

## Ligações Externas
- Lee Hye-ri no Instagram
- Lee Hye-ri no X